# المعهد الأوروبي للمساواة بين الجنسين
المعهد الأوروبي للمساواة بين الجنسين هو هيئة أنشأها الاتحاد الأوروبي للمساواة بين الجنسين وفقاً للائحة (EC)، تم إنشاء المعهد في 20 من كانون الأول عام 2006. بدأ العمل لأول مرة في عام 2007 في هيئة التنسيق الأوروبية في فيلنيوس. ومنذ البداية تواجه المؤسسة صعوبات في موازنة العجز الديمقراطي في سياق قضية المساواة بين المرأة والرجل. منذ البدايات تعد المساواة أحد مبادئ الاتحاد الأوروبي. ومع ذلك هناك فجوة قائمة بين الجنسين في مستويات مشاركة المرأة ودفعها و استحقاقاتها بالمقارنة مع الرجال في الاتحاد الأوروبي.

## المهام
تتمثل مهمة المعهد الأوروبي للمساواة بين الجنسين في جمع وتحليل ونشر البيانات المتعلقة بالمساواة بين المرأة والرجل. ويكفل تقديم الحقائق تعزيز المساواة بين الجنسين. بل إنها تساعد المؤسسات والدول والأعضاء في الاتحاد الأوروبي على تحقيق المساواة ومكافحة التمييز القائم على النوع الاجتماعي كجنس والعيوب والتمييز الماضي الحالي وتراعي المؤسسة المهام الوطنية ومجالات السياسة العامة فضلاً عن المجالات الأوروبية من خلال مبدأ تعميم مراعاة المنظور الجنساني. ويساعد هذا العمل على تحقيق المساواة بين الرجل والمرأة في جميع مجالات الحياة. والهدف من جمع البيانات التمثيلية هو تضييق الفجوة بين الجنسين وتحقيق التوازن بين عدم المساواة بين الجنسين. وقد أصبح المعهد الأوروبي للمساواة بين الجنسين مركز المعرفة الأوروبي للمساواة بين الجنسين من خلال مواردة الكثيرة ونتائج بحوثه.